# Karavan-saraj Rustem-paše Hrvata u Drinopolju
Karavan-saraj Rustem-paše Hrvata u Drinopolju (tur. Rüstem Paşa Kervansarayı) je jedno od najzanimljivijih građevinskih djela osmanske arhitekture. Dao ga je izgraditi Rustem-paša Hrvat u gradu Drinopolju (bugarski Одрин, turski Edirne). 
Graditelj Sinan podigao je ovo trgovišno mjesto 1554. godine. Ovo je jedna impresivna dvokatna pravokutna građevina s unutarnjim dvorištem i hamamom. Čine ga veliki i mali han. Na dvjema je etažama dostupno 102 prostora. Na prvom je katu 39 soba, a na drugom 41. U prednjem je dijelu 21 trgovačka radnja. U unutarnjem su se dvorištu nalazili šedrvan i jedna mošeja, koji su razoreni za ruske opsade 1877./1878. Ovaj karavan-saraj bio je stoljećima tržnicom kukuljicama dudovih svilaca, koje se uzgajalo u okolici Drinopolja.
Građevina je 1972. restaurirana i pretvorena u hotel.
1980. je dobio Nagrada Age Khana za arhitekturu.

## Vanjske poveznice
- Rüstempaşa Kervansaray Hotel  Arhivirana inačica izvorne stranice od 22. studenoga 2012. (Wayback Machine)
- Sinan'a Saygi internet sitesi, Sinan ve eserleri ile ilgili kapsamlı bilgi  Arhivirana inačica izvorne stranice od 25. studenoga 2015. (Wayback Machine)